# Aptana
Aptana는 자바스크립트, 루비, PHP, 파이썬 등 다양한 프로그래밍 언어를 지원하는 웹 애플리케이션 개발 도구들을 개발하는 기업이다. Aptana의 주 제품으로는 Aptana Studio, Aptana Cloud, Aptana Jaxer가 있다.

## Aptana Studio
Aptana Studio는 웹 애플리케이션을 개발하기 위한 오픈 소스 통합 개발 환경(IDE)이다. 이클립스 기반이며, 자바스크립트, HTML, 문서 객체 모델(DOM), CSS를 지원하며 자동 완성, 아웃라이닝, 자바스크립트 디버깅, 오류 및 경고 알림, 연동 문서를 제공한다. 추가 플러그인을 통해 루비 온 레일즈, PHP, 파이썬, 펄, 어도비 AIR, 애플 아이폰, 노키아 WRT(웹 런타임)을 지원한다.

## 같이 보기
- 이클립스 (소프트웨어)
- 넷빈즈